# Jander Ribeiro Santana
Jander Ribeiro Santana (Feira de Santana, Bahía, Brasil, 8 de julio de 1988), conocido como Jander, es un futbolista brasileño que juega de defensa en el Capital FC.

## Estadísticas
Actualizado al último partido disputado el 11 de diciembre de 2019.
| E. C. Juventude · Brasil | Reg           | 2011          | 6   | 0  | -  | - | -  | - | 6   | 0  |
| E. C. Juventude · Brasil | Total club    | Total club    | 6   | 0  | 0  | 0 | 0  | 0 | 6   | 0  |
| S. C. Olhanense Portugal | 1.ª           | 2011-12       | 7   | 1  | -  | - | -  | - | 7   | 1  |
| S. C. Olhanense Portugal | 1.ª           | 2012-13       | 24  | 0  | 5  | 1 | -  | - | 29  | 1  |
| S. C. Olhanense Portugal | 1.ª           | 2013-14       | 21  | 0  | 4  | 0 | -  | - | 24  | 0  |
| S. C. Olhanense Portugal | Total club    | Total club    | 52  | 1  | 9  | 1 | 0  | 0 | 61  | 2  |
| Gil Vicente F. C. Portugal | 1.ª           | 2014-15       | 21  | 0  | 5  | 0 | -  | - | 26  | 0  |
| Gil Vicente F. C. Portugal | Total club    | Total club    | 21  | 0  | 5  | 0 | 0  | 0 | 26  | 0  |
| Desportivo Aves Portugal | 2.ª           | 2015-16       | 17  | 5  | -  | - | -  | - | 17  | 5  |
| Desportivo Aves Portugal | Total club    | Total club    | 17  | 5  | 0  | 0 | 0  | 0 | 17  | 5  |
| Moreirense F. C. Portugal | 1.ª           | 2016-17       | 11  | 0  | 5  | 0 | -  | - | 16  | 0  |
| Moreirense F. C. Portugal | Total club    | Total club    | 11  | 0  | 5  | 0 | 0  | 0 | 16  | 0  |
| Apollon Limassol Chipre | 1.ª           | 2017-18       | 27  | 3  | 4  | 1 | 11 | 2 | 42  | 6  |
| Apollon Limassol Chipre | Total club    | Total club    | 27  | 3  | 4  | 1 | 11 | 2 | 42  | 6  |
| Pafos F. C. Chipre | 1.ª           | 2018-19       | 17  | 0  | 3  | 0 | -  | - | 20  | 0  |
| Pafos F. C. Chipre | Total club    | Total club    | 17  | 0  | 3  | 0 | 0  | 0 | 20  | 0  |
| Estrella Roja Serbia | 1.ª           | 2019-20       | 8   | 1  | 1  | 0 | 6  | 0 | 15  | 1  |
| Estrella Roja Serbia | Total club    | Total club    | 8   | 1  | 1  | 0 | 6  | 0 | 15  | 1  |
| Total carrera | Total carrera | Total carrera | 159 | 10 | 27 | 2 | 17 | 2 | 203 | 14 |
| (1) Incluye datos de la Copa de Portugal, la Copa de la Liga de Portugal, la Copa de Chipre y la Supercopa de Chipre. (2) Incluye datos de la Liga Europa de la UEFA (2017-18) y la Liga de Campeones de la UEFA (2019-20). |               |               |     |    |    |   |    |   |     |    |

## Palmarés

### Títulos nacionales
| Título              | Club             | País     | Año     |
| ------------------- | ---------------- | -------- | ------- |
| Copa de la Liga     | Moreinense F. C. | Portugal | 2016-17 |
| Supercopa de Chipre | Apollon Limassol | Chipre   | 2017    |